# Судебная реформа Александра II

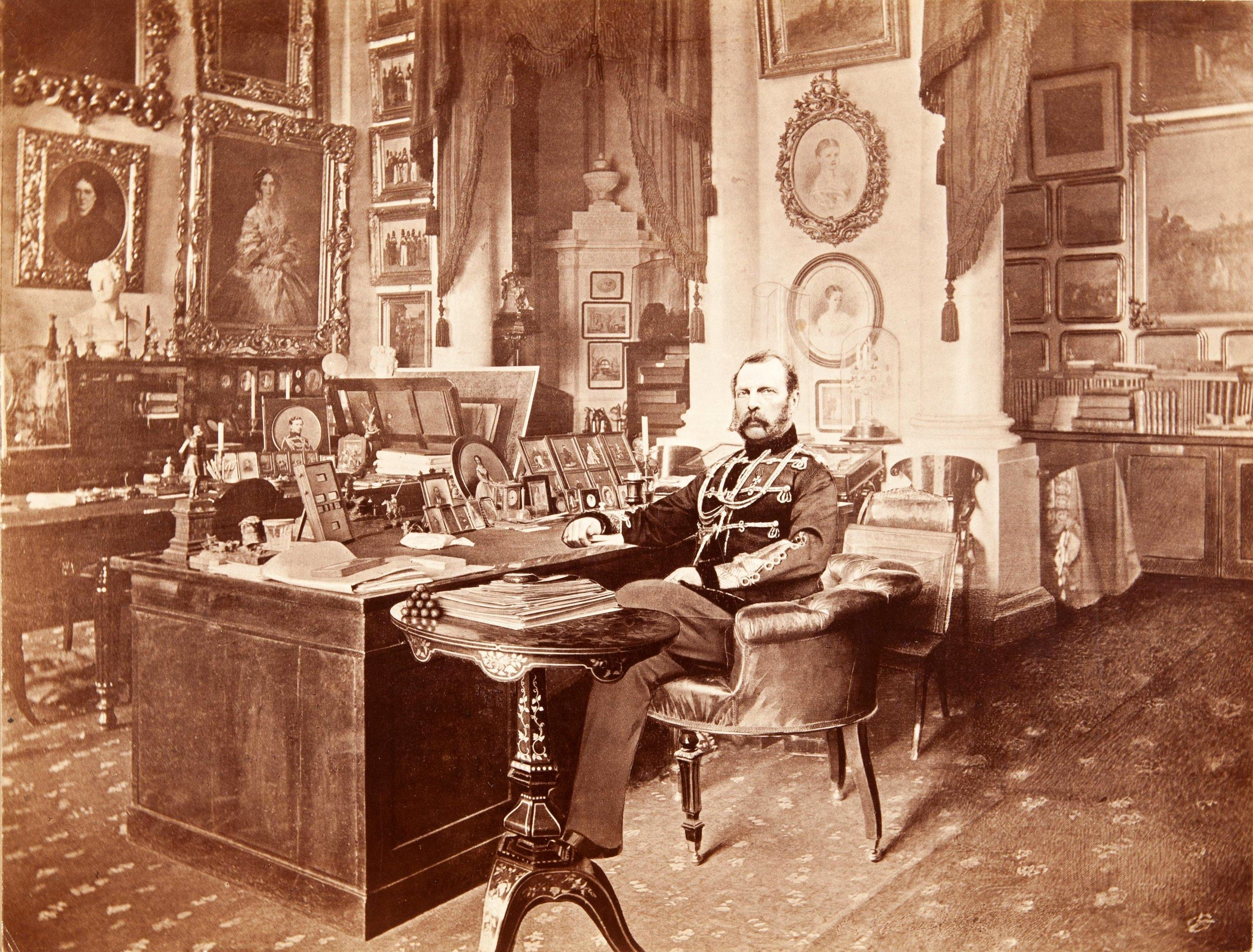
Александр II

Судопроизводственная реформа Александра II — комплексная реформа судоустройства и судопроизводства, разработанная в 1861—1863 годах, утверждённая в 1864 году и проведённая в 1866—1899 годах.
Реформа предусматривала полное изменение судоустройства, с созданием двух ветвей судов — мировых и общих судебных установлений, каждая из которых имела по две инстанции (мировые судьи и мировые съезды; окружные суды и судебные палаты), и Кассационных департаментов Сената как общей третьей инстанции. Реформа существенно изменила принципы и процедуры судопроизводства: суд стал гласным, открытым и устным, с состязательным процессом, при котором стороны получили равные права на предоставление и опровержение доказательств; в уголовный процесс было введено судебное следствие, на котором проверялись данные предварительного следствия. Был создан институт присяжных, созывавшихся для суда над обвиняемыми в тяжких уголовных преступлениях. Рассмотрение дела в судах было ограничено двумя инстанциями (первой и апелляционной), для суда присяжных — одной инстанцией, и для всех дел — одной кассационной инстанцией. Судебная власть была полностью отделена от административной; судебное следствие было отделено от полицейского и стало процессуально независимым. Судьи общих судов стали несменяемыми, а мировые судьи — выборными на срок. Кроме непосредственно суда были реформированы судебное следствие, прокуратура, нотариат, создано сословие присяжных поверенных (адвокатура). Реформа сопровождалась заменой персонала судебных учреждений, приведшей к существенному повышению квалификации судебных чинов и искоренению коррупции. Основополагающими документами реформы были Судебные уставы 1864 года (Учреждение судебных мест, Устав уголовного судопроизводства, Устав гражданского судопроизводства, Устав о наказаниях, налагаемых мировыми судьями).

## Дореформенные судебные учреждения

### Дореформенное судоустройство
Существовавшая к началу царствования Александра II в России судебная система в основных чертах была определена «Учреждением о губерниях» 1775 года. Судебная система состояла из трех уровней: уездного, губернского, и общегосударственного. Система отражала общие черты законодательства эпохи Екатерины II — широкую выборность, коллегиальность, сочетание раздельных сословных учреждений на нижнем уровне, смешанных коллегий с представительством разных сословий на среднем уровне и правительственных учреждений на верхнем.
На уездном уровне мелкие судебные дела государственных крестьян разбирались выборными сельскими расправами, имевшимися в каждом сельском обществе, и волостными расправами. Дела купцов и мещан разбирались не отдельными судами, а соответствующими органами сословного самоуправления — магистратами и ратушами, состоявшими из выборных бургомистров и ратманов. Уголовные дела средней тяжести (с исправительными наказаниями, то есть наказаниями ниже каторги и ссылки в Сибирь), гражданские тяжбы ниже 600 рублей, а также все дела лиц, не принадлежавших к числу государственных крестьян, мещан и купцов, разбирали выборные уездные суды, состоявшие из председателя, двух членов от дворянства и двух членов от сельского сословия. Вместе с уездными судами в столицах действовали надворные суды с судьями по назначению от правительства, разбиравшие иски разночинцев и иногородних. При магистратах состояли выборные торговые словесные суды, решавшие мелкие коммерческие споры.
В губерниях действовали Гражданские и Уголовные палаты, смешанные судебные учреждения, состоявшие каждая из выборного от дворянства председателя, назначенного от правительства товарища председателя и четырех выборных членов (двух от дворянства и двух от городского общества губернского города); в некоторых палатах были и добавочные асессоры от правительства. Палаты были как судами второй инстанции, стоящими над уездным уровнем судопроизводства, так и судами первой инстанции для крупных гражданских исков, тяжелых преступлений и различных особых групп сторон в гражданских спорах и обвиняемых. Семейные дела и дела о преступлениях, совершенных несовершеннолетними, разбирали совестные суды. В крупных торговых городах действовали выборные от купечества коммерческие суды, разбиравшие тяжбы по торговым оборотам.
Правительствующий Сенат, учреждение с пожизненно назначаемыми правительством сенаторами, представлял собой верхний, общегосударственный уровень судебной системы. Гражданские и уголовные дела рассматривались различными департаментами; четыре департамента располагались в Санкт-Петербурге, два в Москве и два в Варшаве. Департаменты были преимущественно судами второй и третьей инстанции, рассматривая основную массу дел в ревизионном (то есть без жалоб сторон) порядке, однако же для крупнейших дел они могли быть даже первой инстанцией. Решение дела в департаменте Сената требовало консенсуса. При разногласии сенаторов дело передавалось в одно из Общих собраний Сената, при отсутствии в нем большинства в две трети — на консультацию в Министерство Юстиции и обратно в Общее собрание, при повторном отсутствии решения — в один из Департаментов Государственного Совета, при разногласии в Департаменте — в Общее собрание Государственного Совета, мнение которого, с свою очередь, представлялось на утверждение императору.
Судебная власть принадлежала не только судам, но и, для определенных категорий судебных дел, административным учреждениям. Дела о мелких проступках разрешала непосредственно полиция (полицейское учреждение уездного уровня даже именовалось Земским судом); межевые споры разрешались обособленными судебными учреждениями; некоторые категории дел разрешались губернскими правлениями.

### Недостатки дореформенной судебной системы

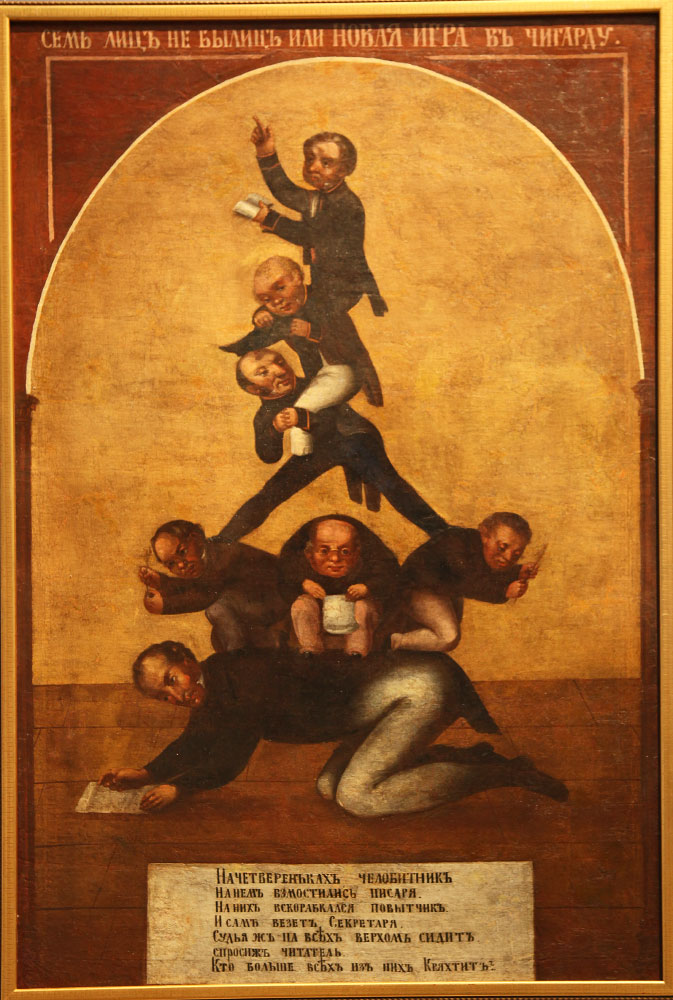
Карикатура на российскую судебную систему. Конец 1850-х

Крупным недостатком судебной процедуры была её продолжительность и многоступенчатость. Судебные процессы могли затягиваться до бесконечности: дело проходило через множество стоящих друг над другом инстанций, любая из которых любое число раз могла отменить решение нижестоящего суда и вернуть дело для повторного рассмотрения. Часть дел подлежала ревизии в вышестоящем суде в обязательном порядке, часть дел подавалась на пересмотр по требованию губернаторов и прокуроров; единая кассационная инстанция, решения которой не подлежат отмене ни в каком случае, отсутствовала (точнее, ей являлся только император). Судебная власть не была четко отделена от административной; хотя губернаторы не обладали непосредственно судебными правами (за исключением небольшой категории дел), они могли отменять решения всех губернских и уездных судебных инстанций. Право подсудимых подавать частные жалобы на судебные решения было, при этом, весьма ограниченным. Рассмотрение дел на уровне Сената и Государственного Совета могло проходить через шесть последовательных инстанций, что занимало долгие годы. Гражданские процессы затягивались из-за имеющейся у сторон возможности многократно вводить в дело новые доказательства. Сенатор и тайный советник К. Н. Лебедев писал в 1847 году: «человек, узнавший российское правосудие, может заболеть и помешаться, так оно отвратительно дурно». Считается, что непосредственным поводом к реформам послужило поступление на утверждение Александра II нескольких крупных дел, рассмотрение которых в судах разных уровней заняло более 20 лет.
Не отличалась судебная процедура и однообразием. Для запутанной правовой системы было характерным наслоение многочисленных исключений из общей процедуры для различных видов дел, сословий, групп сторон и обвиняемых. Исключения касались не только непосредственно подсудности, но и судебной процедуры, и характера уголовных наказаний. Раздельные судебные процедуры предусматривались для лиц на государственной службе, дворян, лиц неподатных сословий, лиц податных сословий. Для судебного процесса закон предполагал 4 основных процедуры прохождения дела через суды и 16 особенных.
Закон чрезвычайно ограничивал свободу действий судей, требуя формального отношения к статусу представляемых доказательств, вместо стремления к установлению истины или сравнения позиций сторон. Большое место в судопроизводстве занимали письменные действия, в то время как устное рассмотрение дела играло ограниченную роль, а устное и состязательное — было почти что невозможным. В большинстве случаев судьи вообще не видели подсудимых, а решали дело по документам, составленным судебной канцелярией. Поскольку закон признавал совершенными доказательствами только синхронные показания двух свидетелей, уголовный суд часто не подвергал наказанию таких подсудимых, вина которых была для судей очевидной, приговаривая их к оставлению в подозрении.
Личный состав судебных учреждений также вызывал нарекания. Непрофессиональные выборные судьи были зависимы от губернского начальства, привыкшего считать их своими подчиненными. Выборные члены судов не имели элементарных юридических познаний, а члены от сельского сословия часто были и просто неграмотными. Это ставило их в полную зависимость от судебных чиновников, которые не только готовили дело к рассмотрению, но и традиционно представляли судьям готовые проекты решений. Считалось, что в суде правят не судьи, а секретари, сословные же заседатели подписывают решения, не читая их. Жалованье у судей, по сравнению с чиновниками равного ранга на административных должностях, было невысоким, а у судейских чиновников — просто ничтожным (канцеляристы получали от 35 до 90 рублей в год). Как и следовало ожидать, это приводило к широкому распространению в судебной среде коррупции. Как писал в своём «Учебнике гражданского процесса» Е. В. Васьковский:

Так как служебное и материальное положение выборных судей не представляло ничего заманчивого, то, само собой разумеется, не могло и привлекать на эти должности сколько-нибудь выдающихся людей. Дворянство тоже не дорожило своим правом участвовать в пополнении судебной магистратуры и руководствовалось при выборах не достоинством кандидатов, а партийными и иными посторонними соображениями. При столь неудовлетворительном составе судов, при неподготовленности их к отправлению правосудия и, вдобавок, при том значении, какое было придано законом судебной канцелярии, обязанной заботиться о разъяснении обстоятельств дел и составлять докладные записки, центр тяжести по производству дел переместился, естественным образом, с судей на канцелярию. «Все зиждилось на секретаре, он и был вершителем дела, он писал журналы, а прочие члены если и являлись в суд, то только для подписи оных».
Рассмотрение дел в судах было негласным и, по преимуществу, письменным. Состязательное судоговорение отсутствовало. Судебные решения подготавливались на основании изложения дел судебными канцеляриями, которые, в свою очередь, составляли их по материалам различных процессуальных действий (допросов, объяснений сторон, представления документов, экспертиз, актов и т. п.), производимым раздельно и не составлявшим единый судебный процесс. Основная часть следственных действий по уголовным делам производилась полицией (имевшей наихудшую репутацию) и в судебном процессе не проверялась. Право сторон и подсудимых на защиту, прежде всего на ознакомление и оспаривание выдвигаемых против них доказательств, было ограниченным. Адвокатура, как сословие с определенными квалификационными и этическим требованиями к его членам, отсутствовала.

### Критика старого суда и требования реформы
Сложная, многоступенчатая судебная система обладала многочисленными недостатками, к началу царствования Александра II в полной мере осознанными на всех уровнях российского общества, в том числе и бюрократией. Устарелые судебные порядки со всех сторон подвергались критике, раздражали общество и власть, не имели защитников. Судебная реформа признавалась необходимой и Министерством юстиции, и большинством членов Государственного Совета, и многими крупными государственными деятелями, имевшими личное влияние на Александра II. По мере смягчения цензуры в печати судебная система стала подвергаться и нападкам в прессе. Общественное же мнение о судебном строе уже много лет было устойчиво негативным.
Кроме того, весь комплекс проводившихся и проектируемых в тот период реформ способствовал развитию стремления к преобразованию судебной системы. Освобождение крепостных крестьян вывело значительную часть населения из-под неформального («домашнего») суда помещиков. Хотя, в теории, помещики располагали правом суда над крестьянами только при мелких проступках, на деле крепостные оказывались в государственном суде в редких случаях. Теперь же дела массы освобожденных подданных должен был разбирать общий суд. Освобождение крестьян дало возможность задуматься о введении суда присяжных — при крепостном праве всякая коллегия, сформированная из лично свободных людей, оказалась бы непредставительной по отношению к населению в целом. Появление в губерниях земского самоуправления существенно облегчило возможную организацию выборов внесословных судей — теперь их можно было выбирать в объединяющих сословия земских собраниях. Идея гласности суда поддерживалась быстрым развитием эффективного инструмента этой гласности — независимой прессы. По словам С. И. Зарудного, называемого современниками «отцом и душой» судебных реформ:

Если бы в 1861 году не состоялось по воле Самодержца Всероссийского освобождение крестьян с землею, то ни в каком случае не были бы утверждены 20-го ноября 1864 года Судебные Уставы. При крепостном праве, в сущности, не было надобности в справедливом суде. Настоящими судьями были тогда только помещики; над ними господствовал высший своевольный суд. Помещики не могли ему не покоряться; но в их руках сосредоточилась власть над большинством народонаселения. Крестьяне расправлялись с помещиками судом Линча. После 19 февраля и высшие наши сановники сознали, что появилась безотлагательная необходимость в суде скором и справедливом"
Дополнительным фактором были и определенные успехи образовательной системы. Количество профессиональных юристов с высшим образованием постепенно увеличилось, и к началу 1860-х годов уже стало возможным заполнять ими вакансии в губернских судебных палатах. Постепенно увеличивалось и количество лиц с непрофильным высшим и средним образованием. Это обстоятельство давало возможность ввести специальные и общие образовательные цензы для судебных должностей разных уровней и сформировать профессиональную адвокатуру. Условием привлечения этих образованных людей к службе в судах было радикальное улучшение репутации судебного ведомства, полностью подорванной взяточничеством и волокитой.

## Подготовка и проведение судебной реформы

### Деятельность графа Д. Н. Блудова

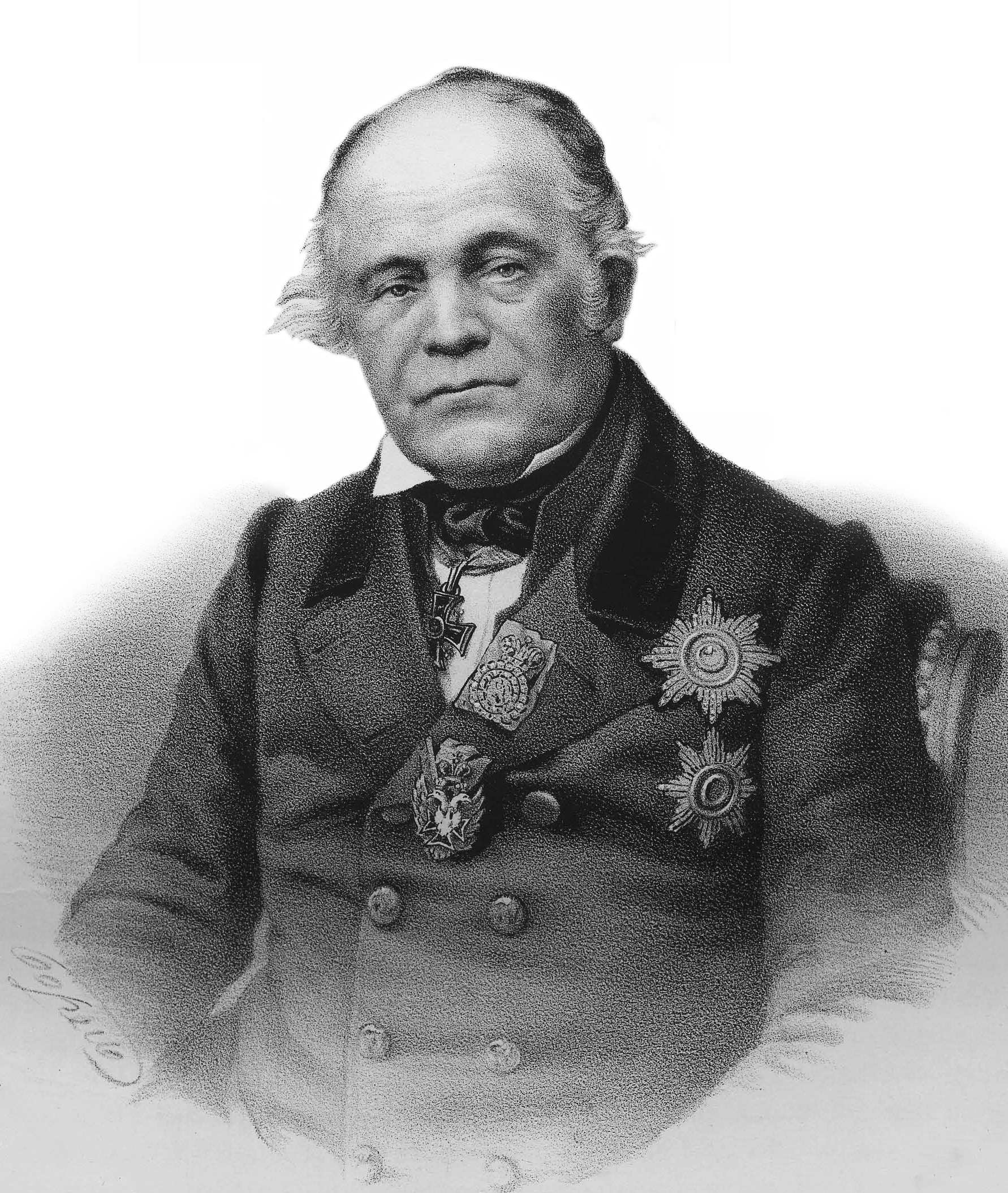
Граф Д. Н. Блудов

Крупный сановник граф Д. Н. Блудов выступал с инициативами, связанными с улучшениями судебной системы, еще с середины 1840-х годов. В 1844 году он подал Николаю I подробную записку, предлагающую значительные изменения судебных порядков. Николай I, хотя и многократно выражавший недовольство работой судов, не был расположен к проведению реформ. Законодательные работы графа Блудова в его царствование шли вяло и были безрезультатны. После воцарения Александра II, в 1858 году, Блудов, на тот момент главноуправляющий II отделением Собственной Е. И. В. канцелярии, подал свою записку повторно и встретил со стороны императора поддержку. II отделению было поручено разработать и внести в Государственный Совет предложения по усовершенствованию судебной системы. В 1857—1860 годах на рассмотрение в Государственный Совет было внесено 14 законопроектов, посвященных судоустройству, организации адвокатуры, усовершенствованию уголовного и гражданского процесса; многие из них были развитием идей 10-20 летней давности.
Предложения графа Блудова оказались промежуточной стадией между старым законодательством и принятыми в 1864 году новыми Судебными уставами. С одной стороны, предложения предусматривали гласный и частично устный характер судопроизводства, широкое право на юридическую защиту, создание профессиональной адвокатуры. Но сам судебный процесс при этом не предусматривал состязательного судоговорения — стороны могли лишь однократно заявить о своем несогласии с докладом, рассматриваемым судом; проверки предварительного следствия в уголовном суде не предусматривалось. Существующее судоустройство в основных чертах сохранялось; предлагалось по-прежнему выбирать большую часть судей губернского и уездного уровня по дворянству, но с введением образовательного или профессионального ценза. Сословный суд магистратов и ратуш упразднялся. Суд присяжных не предусматривался. Земский суд (полицейское учреждение), разбиравший мелкие проступки, предлагалось заменить независимым, выборным от населения мировым судом. При формально гласном судопроизводстве от сторон по-прежнему требовалось представлять все объяснения в письменном виде, сохранялась пронизанная недоверием к судьям формальная градация доказательств. Существенным недостатком предложений Блудова была их фрагментарность и отсутствие комплексности. Это объяснялось историей законопроектов: первоначально граф Блудов полагал, что достаточно улучшить законодательство некоторыми частными поправками; по ходу работы он все более убеждался в необходимости полной замены судебной процедуры и принципов судопроизводства. Однако же, законодательные работы, начатые как набор несвязных законов, так и не стали единым целым. К моменту внесения законопроектов в Госсовет Блудов был уже стар (он родился в 1785 году) и не имел уверенности, что сможет довести свои работы до конца. К началу 1861 года планы судебной реформы в том виде, в каком они сформировались под руководством Д. Н. Блудова, не пользовались широкой поддержкой в Государственном Совете, министр юстиции граф В. Н. Панин был противником всяких перемен; будущее законопроектов представлялось неопределенным.
Одну из реформ, проектированных Блудовым, удалось провести в жизнь. В июле 1860 года следствие было изъято из ведения полиции и был создан особый институт судебных следователей, подчинявшихся палатам уголовного суда.

### Предварительные работы Государственной канцелярии
Основные разработчики судебной реформы
- Книрим, Александр Александрович

Рассмотрение законопроектов в Государственном совете (в Соединенных департаментах законов и гражданском) привел к неожиданному результату: Государственный Совет предположил, что рассматривать законопроекты далее и действовать путём внесения в них изменений и поправок нецелесообразно, а вместо этого следует создать единую концепцию предполагаемой судебной реформы, обсудить и утвердить её, после чего разработать Судебные уставы заново. В октябре 1861 года Александр II запросил у Госсовета отчет о ходе судебной реформы; обширная записка с изложением мнения Департаментов, составленная и.д. статс-секретаря С. И. Зарудным, была вскоре доложена императору государственным секретарем В. П. Бутковым. Александр II полностью согласился с мнением Государственного Совета, и 23 октября 1861 Высочайшим повелением Соединенным департаментам было предписано составить «общую записку обо всем, что может быть признано относящимся к главным, основным началам предположений для устройства судебной части в Империи», с непосредственным поручением этой работы чинам Государственной канцелярии. Это был переломный момент в истории судебной реформы — проекты Блудова были, по существу, отброшены, а дело было передано в руки реформаторски настроенной группы государственных деятелей.

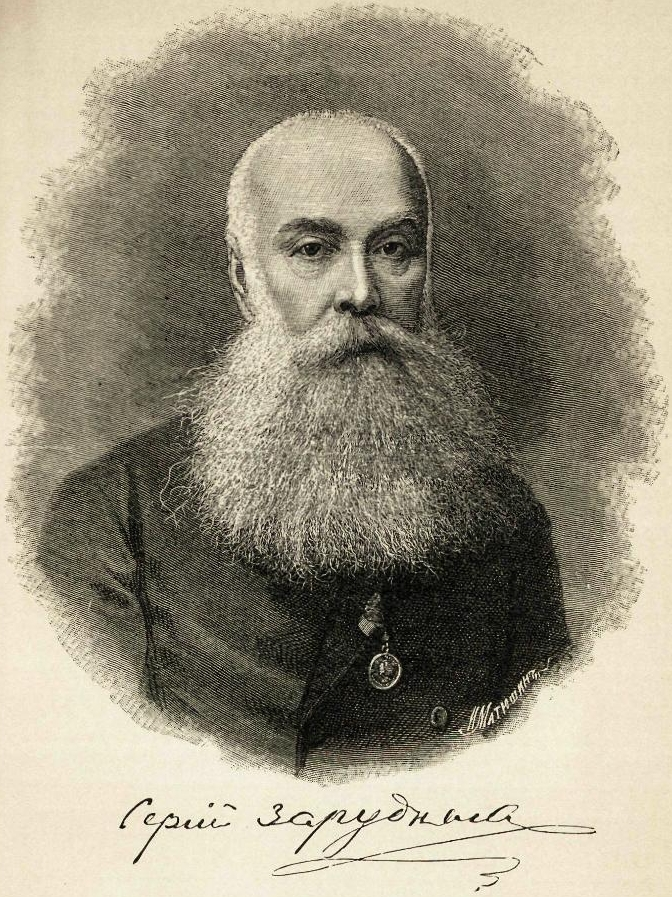
С. И. Зарудный

Государственная канцелярия сформировала группу, ответственную за составление концепции, включив в неё и.д. статс-секретарей С. И. Зарудного и Н. И. Стояновского, помощников статс-секретарей П. Н. Даневского и Д. П. Шубина, обер-прокурора Сената Н. А. Буцковского, помощника обер-прокурора Синода К. П. Победоносцева, московского губернского прокурора Д. А. Ровинского, чиновников Государственной канцелярии А. П. Вилинбахова и А. М. Плавского. Блудов продолжал формально считаться руководителем работ, но на деле он утратил всякое влияние. Выбор сотрудников оказался удачным. Привлеченные к работе чиновники были относительно молодыми, энергичными, хорошо образованными людьми, заинтересованными в порученном деле и имевшими реформаторский настрой. Лидером, «душой дела», стал С. И. Зарудный, которого участники событий признавали лицом, внесшим наибольший вклад в создание новых Судебных уставов. Зарудный, знавший четыре иностранных языка, был хорошим знатоком современного европейского законодательства.
Государственная канцелярия работала быстро, и за январь-март 1862 года были составлены Соображения, обширный предварительный проект судебной реформы, заключающий в себе вопросы судоустройства, гражданского и уголовного судопроизводства. 9 апреля 1862 года Александр II повелел передать Соображения на рассмотрение в Соединенные департаменты законов и гражданский Государственного Совета. Соединенные департаменты, посвятив делу 16 заседаний, вынесли огромное по объему решение (журнал решения состоит из 370 страниц), представлявшее, в целом, одобрение и дальнейшую проработку предлагаемой реформы. Консервативные члены Госсовета, выступавшие с многочисленными возражениями (граф В. Н. Панин, А. С. Норов, принц Петр Ольденбургский), неизменно оказывались в меньшинстве. Постановление Соединенных департаментов было затем в 3 заседаниях рассмотрено Общим собранием Государственного Совета и представлены Александру II. 4 сентября 1862 года император приказал приступить к разработке новых Судебных уставов, установив срок окончания работы 15 января 1863 года; 29 сентября император утвердил «Основные положения преобразования судебной части в России» (сокращенное изложение проекта) и предписал опубликовать этот документ.
В октябре 1862 года министром юстиции был назначен активный сторонник судебной реформы Д. Н. Замятнин, усилиями которого была начата некоторая гуманизация материального права: в апреле 1863 года были отменены наиболее жестокие виды телесных наказаний.

### Разработка и принятие новых Судебных уставов
Государственный Совет образовал для разработки новых Судебных уставов комиссию, которая включала в себя всех лиц, ранее работавших над законопроектами. Председательствовал в комиссии государственный секретарь В. П. Бутков, а в его отсутствие — А. М. Плавский. Комиссия разделялась на три отделения, отделение судоустройства возглавлял А. М. Плавский, отделение уголовного судопроизводства — Н. А. Буцковский, отделение гражданского судопроизводства — С. И. Зарудный. Всего в комиссию входило 34 человека. Разработкой законодательства о судопроизводстве в мировых судах занималось II Отделение Собственной Е. И.В. канцелярии.
В декабре 1864 года комиссия закончила работы и внесла законопроекты в Соединенные департаменты. Новые Судебные уставы состояли из четырех основных законов: Учреждения судебных мест, Устава уголовного судопроизводства, Устава гражданского судопроизводства, Устава о наказаниях, налагаемых мировыми судьями, и сопровождались рядом технических норм, определяющих штаты судебных учреждений и переходные положения в процессе их введения. В марте-июле 1864 года законопроекты были рассмотрены Соединенными департаментами, утвердившими их практически без разногласий, а в сентябре-октябре — Общим собранием Государственного Совета. 20 ноября (2 декабря) 1864 года Александр II утвердил новые Судебные уставы. В императорском указе Сенату объявлялось: 

«Рассмотрев сии проекты, мы находим, что они вполне соответствуют желанию Нашему утвердить в России суд скорый, правый, милостивый и равный для всех подданных Наших, возвысить судебную власть, дать ей надлежащую самостоятельность и вообще утвердить в народе Нашем то уважение к закону, без которого невозможно общественное благосостояние».

### Введение Судебных уставов
При принятии Судебных уставов Государственный Совет высказался за распространение их на всю империю в течение 4 лет. В действительности же процесс затянулся более чем на 25 лет, причем при введении Уставов во многих местностях были допущены существенные отклонения от их первоначальных идей.
Первые новые суды были открыты в 1866 году в Санкт-Петербургской, Новгородской, Псковской, Московской, Владимирской, Калужской, Рязанской, Тверской, Тульской и Ярославской губерниях. Открытие первых судов в столицах в апреле 1866 года сопровождалось торжественной церемонией с участием министра юстиции Д. Н. Замятнина, многочисленных почетных гостей и иностранных дипломатов. В 1868 году новая судебная система была распространена в полном объеме на Харьковскую, Курскую, Орловскую и Воронежскую губернии, на Закавказский край (Ставропольская, Тифлисская, Бакинская, Кутаисская, Эриванская, Елисаветпольская губернии), а в 1869 — на Бессарабскую, Екатеринославскую, Нижегородскую, Полтавскую, Таврическую и Херсонскую губернии В 1870—1871 годах новые суды в полном объеме были введены в Казанской, Симбирской, Самарской, Саратовской, Пензенской, Тамбовской, Смоленской и Костромской губерниях, в Области Войска Донского. В 1871 году судебные учреждения были введены в Пермской губернии и в части Вологодской губернии. В 1873 году новые судебные учреждения были введены в Черниговской и Вятской губерниях, а в 1876 году — во всех 10 Привисленских губерниях (Царство Польское). В 1878 году новые судебные учреждения предполагалось ввести в 9 губерниях Западного края, но процесс был остановлен из-за Русско-турецкой войны; в 1880 году реформа была проведена только в Киевской, Подольской и Волынской губерниях. В 1879 году новые Судебные уставы, также с исключениями, были распространены на Батумскую и Карсскую области. Таким образом, за первые 14 лет новые Судебные Уставы были распространены, частично или полностью, на 54 губернии и области.
В 1883 году новые судебные учреждения были введены в Северо-Западном крае (Виленской, Ковенской, Гродненской, Минской, Могилевской и Витебской губерниях), после чего процесс введения нового суда был приостановлен, и возобновился лишь через 7 лет. В 1890 году новые судебные учреждения, с существенными изменениями, были введены в Прибалтийских губерниях (Лифляндская, Курляндская и Эстляндская губернии). В 1894 году Судебные уставы в полном объеме были введены в Олонецкой, Оренбургской, Уфимской и Астраханской губерниях. Таким образом, в царствование Александра III Судебные уставы были распространены еще на 13 губерний.
В 1896 году новые суды были открыты в Архангельской губернии, а в 1897 году (с существенными изменениями) — в Сибири (Иркутская, Енисейская, Тобольская и Томская губернии, Забайкальская, Якутская, Амурская, Камчатская, Приморская и Сахалинская области). B 1899 году, также с существенными отклонениями, Судебные уставы были введены в Средней Азии (Акмолинская, Закаспийская, Самаркандская, Семипалатинская, Семиреченская, Сыр-Дарьинская, Тургайская, Уральская и Ферганская области) и в северной части Вологодской губернии, чем и был полностью завершен процесс распространения Судебных уставов 1864 года.
При открытии новых судов Министерству юстиции пришлось решить сложную кадровую проблему: в реформированные суды надо было назначать людей с юридическим образованием, судебным опытом и безупречной репутацией. Первые послереформенные министры юстиции, Д. Н. Замятнин и граф К. Н. Пален, приложили огромные усилия к правильному подбору кадров, они лично объезжали губернии и знакомились с возможными кандидатами. В целом, в первое десятилетие новая судебная система комплектовалась лучшими кадрами, переводимыми из губерний со старыми судами, а затем юристы с достаточным стажем, выросшие из кандидатов на судебные должности, начали появляться уже внутри новых судов. Кадровая политика министерства оказалась чрезвычайно удачной, новый судейский корпус с первого дня отличался компетентностью, преданностью делу и честностью.
Одновременно с началом постепенного открытия новых судов были проведены и ограниченные реформы в сохранявшихся старых судах, имевшие сходство с предшествующими предложениями Д. Н. Блудова. В октябре 1865 года были приняты Временные правила, которые отменили канцелярскую тайну, дали подсудимым право присутствовать при докладе судам их дела и представлять возражения, лишили губернаторов права отменять судебные решения, сократили процессуальные сроки, отменили часть процедур переноса дел в вышестоящие инстанции. Временная и неполная реформа оказалась эффективной, и скорость прохождения дел через старые судебные учреждения заметно повысилась.

## Основные принципы судебной реформы
Основные принципы, положенные в основу судебной реформы, были следующими:
- полное отделение судебной власти от административной;
- процессуальная независимость судей;
- единый суд для всех сословий (кроме крестьянского суда по мельчайшим делам);
- гласность судопроизводства;
- устный и состязательный характер судопроизводства;
- право сторон и подсудимых на защиту в суде, право на представление в суде корпорированным адвокатом;
- открытость для сторон и подсудимых всех доказательств, выдвигаемых против них;
- ограничение рассмотрения дела по существу двумя инстанциями, первой и апелляционной (для судов присяжных и для мельчайших дел — одной инстанцией);
- право сторон и осужденных на подачу кассационной жалобы;
- единство кассационной инстанции и кассационной практики;
- упразднение ревизионного (без жалоб сторон и протеста прокурора) пересмотра дел вышестоящей инстанцией;
- решение дела на основании внутреннего убеждения судей или присяжных, без принятия любого рода доказательств за заведомую истину;
- передача менее значимых дел мировым судам, а более значимых — общим судам; подсудность гражданских дел определялась по сумме иска, уголовных — по тяжести возможного наказания.

Кроме того, для судов общей юрисдикции (но не мировых судов) были приняты следующие принципы:
- назначение судей от правительства, образовательный и профессиональный ценз для всех судебных чинов;
- несменяемость судей;
- решение всех дел коллегией (либо судей, либо присяжных), простым большинством голосов.

В части уголовного судопроизводства принципы реформы были также следующими:
- отделение следствия от полицейского дознания, процессуальная независимость следствия;
- поддержание обвинения в суде прокуратурой, обособленной от суда;
- суд присяжных для обвиняемых в преступлениях средней и большой тяжести;
- предание суду обвиняемых в тяжких преступлениях как отдельное судебное действие;
- право подсудимого на оспаривание в судебном заседании любых доказательств, представленных следствием, в том числе и право повторно опросить в суде свидетелей и экспертов;
- невозможность пересмотра вступившего в силу приговора при открытии новых обстоятельств, указывающих на виновность подсудимого;
- вынесение только обвинительного либо оправдательного приговора, упразднение приговоров «об оставлении в подозрении»;

В части гражданского судопроизводства принципы реформы также были следующими:
- наличие сокращенного порядка судопроизводства при желании к тому обеих сторон;
- предварительное направление иска ответчику и его письменный ответ;
- предупредительные меры против затягивания процесса сторонами путём введения в дело новых доказательств;
- предупредительные меры против затягивания процесса сторонами путём неявки в суд.

Мировой суд существенно отличался от общих судов и строился на следующих принципах:
- выборность судей на срок;
- решение уголовных и гражданских дел в одном суде и единолично судьей;
- отсутствие профессионального ценза для судей;
- крайнее сокращение и упрощение судебной процедуры;
- отсутствие досудебного следствия и поддержания обвинения прокурором (для уголовных дел);
- направленность суда на прекращение тяжб мировым соглашением;
- специальные меры, обеспечивающие доступность суда для необразованных или неграмотных истцов, не могущих себе позволить профессиональное представительство в суде.

Реформа в части судопроизводства и судоустройства для судов общей юрисдикции не затрагивала материального права, определявшегося сложным и мозаичным комплексом действующих законов. Часть из этих законов, например Уложение о наказаниях, была пересмотрена и кодифицирована значительно позже и без всякой связи с реформой; часть законов, прежде всего гражданское законодательство, так никогда и не получила кодификации. Устав о наказаниях, налагаемых мировыми судьями, был, напротив, актом материального права (процессуальное право для мирового суда было создано Уставами гражданского и уголовного судопроизводства), и его принятие сопровождалось отменой всех действующих норм материального права, касавшихся сферы деятельности полицейского суда, заменяемого новым мировым судом.

## Судоустройство
Судебная система (судебное ведомство) состояла из собственно судов (из которых мировые судьи были единоличными властями, а все остальные суды — коллегиальными учреждениями), прокуратуры, судебных следователей, судебных приставов, кандидатов на судебные должности, нотариусов и присяжных поверенных. Судебное ведомство было отнесено к Министерству юстиции, при этом юридическое положение всех входящих в него лиц и учреждений было различным. Министр юстиции не был главой судебной власти, суды с процессуально независимыми и несменяемыми судьями, процессуально независимые и несменяемые судебные следователи находились в его ведении только в административно-хозяйственном отношении, а Сенат формально считался независимым органом верховной власти. В то же время министр был генерал-прокурором, то есть лично возглавлял прокурорский надзор и мог прямо распоряжаться всеми прокурорами. Судебные приставы были чиновниками, находившимися в распоряжении судов, и при этом составлявшими корпорацию с солидарной ответственностью. Кандидаты на судебные должности были полностью подчиненными министерству стажерами. Нотариусы были процессуально независимыми, но сменяемыми чиновниками под надзором судов. Присяжные поверенные не состояли на государственной службе и образовывали корпорации под надзором судов.

### Судебные учреждения
Судебные учреждения были разделены на две ветви: мировые суды (для дел меньшей важности) и общие суды. Каждая из этих ветвей имела по две инстанции, высшая же инстанция — Сенат — была общей для них обеих. Подсудность между двумя ветвями судебной власти была строго разделена, по цене гражданских исков и по предельному наказанию, возможному для обвиняемого.

#### Мировые судьи и мировые съезды
Мировые судьи рассматривали: гражданские иски на сумму не свыше 500 рублей, иски о личных обидах и оскорблениях, иски о восстановлении нарушенного владения; дела по обвинению в проступках, наказанием за которые мог быть выговор, штраф на сумму не свыше 300 рублей, арест на срок не более 3 месяцев, заключение в тюрьму на срок не более одного года. На практике это означало, что самыми крупными уголовными делами, попадавшими к мировым судьям, были кражи.
Мировой судья представлял собой единоличную власть. Мировые судьи были выборными, что отличало их от всех остальных, коронных, судей. Мировые судьи избирались в земских избирательных собраниях (в Санкт-Петербурге и Москве — городскими думами), на три года. Мировые судьи назывались участковыми, так как их полномочия распространялись на участок, не обязательно совпадавший с какими-либо административно-территориальными единицами. Кроме участковых существовали еще и внештатные почетные мировые судьи, также выборные, служившие без жалованья. Почетные судьи не имели своего участка и были прикреплены к мировому округу, совпадавшему с уездом; стороны обращались к их суду добровольно; таким образом почетные мировые судьи не рассматривали уголовные дела. На практике оказалось, что к почетным мировым судьям тяжущиеся обращались редко, однако они активно участвовали в заседаниях мировых съездов. Существовали также выборные и оплачиваемые добавочные мировые судьи, которые замещали участковых судей в случае их отъезда или болезни.
Мировой съезд объединял мировых судей одного округа, в сельской местности всегда совпадавшего с уездом. Крупные города составляли отдельный мировой округ, а в Санкт-Петербурге и Москве округов было несколько. Съезд возглавлял председатель, один из участковых мировых судей, избираемый всеми мировыми судьями округа на три года. Съезды рассматривали апелляционные жалобы на решения мировых судей, их решения были окончательными, но была возможна подача кассационных жалоб в Кассационные департаменты Сената. При рассмотрении уголовных дел публичного обвинения в работе съезда участвовал товарищ прокурора окружного суда, дававший необязательные для исполнения заключения по делам. Съезды собирались периодически, как правило, один раз в месяц.
Мировая юстиция была максимально приближена к тяжущимся и потерпевшим, судопроизводство было упрощенным и быстрым, так что у мирового судьи можно было успешно судиться без помощи адвоката. Более того, мировые судьи могли начать рассмотрение дела по устной жалобе потерпевшего или истца, что делало их правосудие доступным для неграмотных и бедных. Теоретически, мировые судьи должны были стремиться к решению максимального количества тяжб мировым соглашением (именно поэтому они и назывались мировыми).

#### Окружные суды
Для рассмотрения более серьезных гражданских и уголовных дел предназначались окружные суды. Один окружной суд обслуживал несколько уездов, но, как правило, не целую губернию; эта территория именовалась округом окружного суда (в отличие от судебного округа судебной палаты). В окружном суде судили профессиональные и несменяемые коронные (то есть назначаемые императором) судьи. Суды разделялись на несколько уголовных и гражданских департаментов (судебных составов), в каждом из которых было не менее четырех судей. Один из департаментов возглавлял председатель суда, а остальные — товарищи председателя суда. Окружные суды проводили во всех городах своего округа регулярные выездные сессии, как правило, от 2 до 6 раз в год. При необходимости на выездной сессии в судейскую коллегию вместо двух судей допускалось приглашать местных почетных мировых судей и судебных следователей.
Гражданские дела и уголовные дела выше подсудности мирового судьи, ниже подсудности присяжных (наказываемые заключением от года до 16 месяцев, преимущественно кражи со взломом) слушались департаментом, причем коллегия должна была состоять не менее чем из трех судей. Дела решались большинством голосов судей.
Обвиняемых в преступлениях, за которое было возможным присудить к лишению общих или особенных прав (что означало тюремное заключение на срок от 1 года 4 месяцев и все более тяжкие наказания) судил суд присяжных под председательством одного судьи. Коллегия присяжных состояла из 12 действующих и 6 запасных заседателей. Присяжные избирались по сложной процедуре. Вначале составлялся широкий уездный список, включавший представителей всех сословий, обладавших определенным цензом. Затем комиссия уездного земского собрания отбирала узкий список. Затем из узкого списка жребием отбиралось 30 присяжных для серии процессов, из них для каждого отдельного процесса сторонами отводилось по 6 присяжных, а оставшиеся жребием разделялись на основных и запасных. Присяжные, следуя вопросам судьи, определяли наличие события преступления, виновность подсудимого, необходимость в снисхождении; судья определял наказание.
Окружные суды самостоятельно начинали судебные дела по гражданским делам и уголовным преступлениям, судимым без присяжных. Обвиняемые, судимые с присяжными, предавались суду решением судебных палат.
На гражданские и уголовные решения, вынесенные коллегией судей, можно было подать апелляционную жалобу в судебную палату. Приговоры суда присяжных апелляции не подлежали, но на них можно было подать кассационную жалобу в Уголовный кассационный департамент Сената.
При окружных судах состояли прокуроры и их товарищи (распределенные по всем городам в округе суда), судебные следователи (являвшие членами суда, но служившие в своих участках), судебные приставы и нотариусы.

#### Судебные палаты
Окружные суды объединялись в судебные округа во главе с судебными палатами. В судебных палатах судили профессиональные и несменяемые коронные судьи — члены судебной палаты, палаты разделялись на уголовные и гражданские департаменты (судебные составы), в различных палатах было от 1 до 4 департаментов каждого рода. Департаменты были возглавляемы председателями, а вся судебная палата — старшим председателем. В каждом департаменте было не менее 4 членов, включая председателя. Судебные палаты были полностью коронным судом, то есть судили без присяжных. Хотя судебные палаты возглавляли судебную систему округов, окружные суды были административно и хозяйственно независимы от палат.
Основной функцией судебной палаты было рассмотрение апелляционных жалоб на решения окружных судов (кроме решений судов присяжных, не подлежащих апелляции). Решения суда первой инстанции в апелляционных процессах пересматривались по существу, но только в тех их частях, на которые указывала жалоба. Палаты не имели права отменять приговоры окружных судов, возвращая дело на пересмотр; они должны были либо отказать в жалобе, либо самостоятельно пересмотреть приговор суда первой инстанции.
Судебные палаты также выступали как обвинительные камеры по уголовным делам, подлежащим рассмотрению окружными судами с присяжными. Поскольку ни следствие, ни прокуратура не имели право самостоятельно прекращать уголовные дела, судебные палаты в распорядительных заседаниях рассматривали представления о прекращении уголовных дел тех же категорий дел, для которых они выносили определения о предании суду.
Кроме того, судебная палата как суд первой инстанции решала дела о государственных преступлениях (преступления против императора и особ Императорского дома, бунт против верховной власти, государственная измена). Эти дела не подлежали суду присяжных, и для их решения палата образовывала особый судебный состав с сословными представителями. В качестве сословных представителей в суд вызывались губернский предводитель дворянства и по одному из уездных предводителей дворянства, городских голов и волостных старшин. Четверо сословных представителей не составляли особой коллегии, они заседали совместно с пятью коронными судьями уголовного департамента палаты и их голоса учитывались при постановлении приговоров наравне с голосами судей. Существовало и еще одно исключение: судебные палаты выступали как суд первой инстанции для преступлений по должности, совершенных чиновниками в должностях V—VIII классов (от статского советника до коллежского асессора).
Постановления судебных палат были окончательными, апелляционных жалоб на них не полагалось, кассационные жалобы рассматривались Уголовным и Гражданским кассационными департаментами Сената.
Для различных внутренних административно-распорядительных действий (например, для распределения отпусков судей) собиралось Общее собрание палаты. Оно же могло выступать в качестве дисциплинарного суда для судей младших рангов (ниже председателей окружных судов).
При судебных палатах состояли прокуроры судебных палат, их товарищи, кандидаты на судебные должности, старшие нотариусы, судебные приставы, присяжные поверенные (составлявшие корпорацию со своим советом); судебных следователей при палатах не было.

#### Сенат
Правительствующий Сенат — старейшее высшее государственное учреждение Российской империи, основанное Петром I. Компетенция Сената неоднократно и существенно изменялась за длительное время его существования. К началу царствования Александра II важнейшей из функций Сената оказалась его деятельность как верховного судебного места. Судебные реформы 1864 года окончательно завершили превращение Сената в верховный суд. Однако, функции этого учреждения продолжали быть смешанными и сложными. Кроме судебных департаментов, в составе Сената до 1917 года находились и несудебные (Первый, Второй (Крестьянский), Герольдии, Межевой). Для рассмотрения дел, поступающих из новых судебных учреждений, в 1866 году были созданы Гражданский и Уголовный кассационные департаменты. Дела же, поступающие из старых судебных учреждений, рассматривались Судебными департаментами, полномочия которых существенно отличались от кассационных. В 1864 году существовало 8 Судебных департаментов Сената в Санкт-Петербурге, Москве и Варшаве, в 1866 году департаменты в Москве и Варшаве были ликвидированы, а к 1917 году, по мере замены судов старого строя новыми, количество судебных департаментов сократилось до одного.
Основной функцией Кассационных департаментов по Судебным уставам 1864 года было рассмотрение дел в качестве кассационной инстанции. Поводы для подачи кассационной жалобы были достаточно разнообразны. С одной стороны, это были формальные поводы, то есть нарушение норм материального права и порядка судопроизводства, неправильное толкование закона, превышение власти судебными местами второй инстанции. С другой стороны, в Сенат можно было жаловаться и при вновь открывшихся исключительных обстоятельствах разного рода (подложность актов, на которых основан приговор; лицо, за убийство которого был осужден жалобщик, оказалось живым и т. п.). Сенат мог либо оставить приговор в силе, либо отменить его и направить дело на повторное рассмотрение другим составом суда; разрешение дела по существу, равно как и изменение уголовных наказаний, не входило в компетенцию Сената. Сенат был последней инстанцией, и его решения нельзя было обжаловать.
Сенат рассматривал дела по существу как суд первой инстанции в одном исключительном случае, по обвинению в должностных преступлениях чиновников в должностях от IV класса (действительный статский советник) и выше. На такие решения можно было приносить кассационные жалобы собиравшемуся только для этого случая Общему собранию кассационных департаментов.
Уголовный и Кассационный департаменты первоначально имели по 8 сенаторов, каждый из департаментов возглавлял первоприсутствующий сенатор. Департаменты могли заседать по раздельным отделениям. Дела в департаментах и отделениях решались большинством голосов, с перевесом голоса председателя при равенстве голосов. Кассационные департаменты имели кворум в три сенатора при заседании отделения и семь сенаторов при заседании департамента. Заседания, кроме особых случаев, были публичными.
Решения кассационных департаментов Сената по существу получали правообразующее значение, хотя прецедентная судебная практика формально не предусматривалась российским правом. Сенатские решения, имеющие прецедентное значение, публиковались в особых тематических сборниках и включались в комментированные издания законов. Суды всех инстанций, как правило, ориентировались при решении дел на сложившуюся практику Сената. Наиболее представительный корпус, «Свод кассационных положений» сенатора В. Л. Исаченко, перечислял 19000 прецедентных тезисов только по гражданскому праву.
Сенат не был возглавляем никем (по выражению закона «единое лицо Императорского Величества председательствует в Сенате»), все сенаторы назначались непосредственно императором и, по обычаю, занимали свои должности пожизненно. На практике же Сенат превратился в подразделение Министерства юстиции. В то время как судьи были несменяемыми, сенаторы в любой момент могли быть переведены императором (по представлению министра юстиции) в неприсутствующие, то есть отправлены в почетную отставку.
При каждом Кассационном департаменте состоял обер-прокурор и его товарищ.

#### Верховный уголовный суд
Верховный уголовный суд назначался ad hoc (индивидуально для каждого случая) лично императором, и состоял из председателей всех (в том числе и несудебных) департаментов Сената под председательством председателя Государственного Совета; обязанности прокурора выполнял министр юстиции. Суд мог созываться только для суждения государственных преступлений, состоящих в «общем заговоре против верховной власти», либо для суждения преступлений по должности министров, равных им лиц и членов Государственного Совета. Приговоры суда были окончательными и не подлежали обжалованию.
Верховный уголовный суд по новым Судебным уставам созывался только дважды: в 1866 году, для суда над Д.Каракозовым и его сообщниками, в 1879 году — над А.Соловьевым; в обоих случаях подсудимые покушались на жизнь Александра II.

#### Император и судебная система
Император не имел судебной власти и сохранял за собой только право на помилование (но не принимал на себя обязанности рассматривать все прошения о помиловании), при этом на его утверждение в обязательном порядке представлялись все приговоры к лишению прав состояния по отношению к дворянам, чиновникам и офицерам, а также приговоры судов, в которых судьи просили о назначении наказания ниже низшего предела, определенного законом. Император назначал всех судей (кроме выборных мировых судей); судебные приговоры выносились от лица императора, начинаясь с формулы «По указу Его Императорского Величества…».

### Должностные лица и службы судебного ведомства без судейских функций

#### Прокуратура
Судебные уставы 1864 года предусматривали создание прокуратуры как обособленной ветви судебного ведомства. Прокуроры состояли при общих судах всех уровней. При Гражданском и Уголовном кассационных департаментах Сената состояли обер-прокуроры и их товарищи; при судебных палатах — прокуроры судебных палат и их товарищи; при окружных судах — прокуроры окружного суда и их товарищи. Один окружной суд приходился на несколько городов, но товарищи прокурора окружного суда распределялись по участкам таким образом, чтобы в каждом городе на постоянной основе находился хотя бы один из них. Прокуратура представляла собой независимую службу, подчиненную министру юстиции, имевшему звание генерал-прокурора. При мировых судебных установлениях не было отдельной прокуратуры, их делами занимались товарищи прокуроров, в участках которых находились данные суды.
Судебные обязанности прокуроров были достаточно многообразны. Прокуроры имели факультативное право возбуждения уголовного преследования (наряду с судьями). На стадии дознания прокурор имел право непосредственно руководить чинами полиции, а также был обязан надзирать за их действиями. На стадии предварительного следствия прокурор не мог самостоятельно совершать следственных действий, но имел право наблюдения за следователем и мог делать ему предложения совершить те или иные действия. После окончания предварительного следствия прокурор составлял обвинительное заключение (или предложение о прекращении дела), представлял его при процедуре предания суду, а затем поддерживал обвинение в суде. Прокуроры также контролировали исполнение судебных приговоров. Прокуроры имели право подачи апелляционных и кассационных жалоб на судебные решения (как против обвиняемых, так и в их пользу). Прокуроры участвовали в гражданских процессах, если надо было представлять интересы казны. При составлении обвинительных заключений и поддержании обвинения в суде прокуроры были процессуально независимыми, а при участии в дознании и следствии были подчинены министру юстиции.
Административные обязанности прокуроров делились на две группы. Во-первых, прокуроры следили за законностью содержания под стражей. Им направлялись все документы о взятии под стражу и освобождении, они имели право посещения мест заключения и могли отдавать приказы о немедленном освобождении незаконно лишенных свободы. Во-вторых, прокуроры входили в ряд междуведомственных совещаний, надзирая за законностью принимаемых ими решений.

#### Судебные следователи
Судебные следователи состояли при окружных судах, они были распределены по участкам, так чтобы в каждом городе в округе суда был хотя бы один следователь. Следователи были процессуально независимыми и несменяемыми чиновниками особого рода, они являлись членами окружных судов, и даже, при нехватке судей, могли призываться в состав суда. Круг их деятельности объединял дознание и следствие (в современном их понимании). Следователь возбуждал следственное дело, как только находились достаточные данные для уверенности в событии преступления, руководил оперативной деятельностью полиции, опрашивал свидетелей и подозреваемых, собирал доказательства. Следователь извещал прокуратуру о начале всякого следственного дела и был обязан открывать все свои действия прокурору; прокурор мог делать предложения по порядку ведения следствия, которым следователь не был обязан подчиняться. Следователь не имел право закрыть начатое следственное дело и не делал никаких юридически значимых выводов из следствия. Как только следователь усматривал, что для обвинения в суде либо для прекращения дела имеются надлежащие доказательства, он передавал следственное дело прокурору.

#### Судебные приставы
Судебные приставы состояли при судах всех уровней. Их задачей было вручение участникам процессов повесток и судебных бумаг, а также совершение всех действий, необходимых для исполнения судебных решений. При необходимости приставы могли обращаться за содействием к полиции. Приставы были объединены в самоуправляемые корпорации по округам судебных палат, солидарно отвечавшие за ущерб от неправомерных действий своих членов, и имевшие дисциплинарную власть. При вступлении в должность приставы вносили залог. Приставы получали жалованье, их действия дополнительно оплачивались по особой таксе теми, в чью пользу они совершались.

#### Кандидаты на судебные должности
Кандидаты на судебные должности были стажерами, чиновниками министерства юстиции с профильным высшим образованиям. Кандидаты прикомандировывались к судам, и, по усмотрению председателей судов, направлялись в помощь либо к судебным следователям, либо к прокурорам; при нехватке присяжных поверенных суд мог назначить их защищать подсудимых по праву бедности.
Кандидаты на судебные должности служили без жалованья. После пятилетней стажировки кандидаты могли быть назначены следователями, товарищами прокуроров, либо стать присяжными поверенными.

#### Нотариусы
Нотариусы состояли при окружных судах, но могли иметь свой офис в любых населенных пунктах округа суда. При самом окружном суде был нотариальный архив и состоял старший нотариус, положение и круг обязанностей которого были отличны от нотариусов. Нотариусы имели круг широкий круг обязанностей, достаточно точно совпадающий с современным представлением о нотариате; основной круг их деятельности состоял в составлении и заверении разного рода актов. Старшие нотариусы вели крепостные книги (реестры сделок с недвижимостью), обеспечивая государственную регистрацию прав на недвижимость.
Нотариусы были чиновниками особого рода: с одной стороны, они состояли на государственной службе и имели чин, с другой стороны, они не получали следующих чинов, наград, жалованья и пенсий, но вместо этого получали вознаграждение от клиентов по тарифу. Старшие нотариусы, напротив, были обыкновенными должностными лицами судебного ведомства.

#### Присяжные поверенные
Присяжные поверенные были частными адвокатами, объединенными в корпорации (сословия) по судебным округам; они могли иметь помощников, не входящих в корпорацию, но имевших право выполнять все их функции. Для принятия в присяжные поверенные надо было иметь профильное высшее образование и пятилетний стаж работ, либо в судебных учреждениях, либо помощником присяжного поверенного. Сословие присяжных поверенных судебного округа возглавлял выборный совет присяжных поверенных. Совет принимал новых членов в корпорацию, мог объявлять поверенным выговоры, временно приостанавливать их деятельность и исключать их из корпорации. Присяжные поверенные могли действовать лишь в судах того округа, при котором они состояли.
Услуги адвокатов оплачивались по письменному соглашению сторон, а если такого соглашения не было — по официальной таксе. Для подсудимых, не способных оплатить услуги защиты, председатель судебной палаты назначал одного из присяжных поверенных своего округа (так называемое право бедности). Работа этого поверенного оплачивалась из особого фонда, в который поступал определенный процент от гонораров всех присяжных поверенных округа.

## Уголовный процесс
Первой (и факультативной) стадией уголовного процесса было полицейское дознание. Дознание предпринималось только в случае, если полиция не была уверена в наличии события преступления, или же если была необходимость в неотложных мерах (например, преступник мог скрыться). В ходе дознания полиция не проводила формальных допросов, не могла производить обыски и выемки. Судебный следователь извещался о начале дознания в течение суток. С прибытием следователя дознание превращалось в предварительное следствие, и вся оперативная деятельность полиции по раскрытию преступления происходила далее под руководством следователя.
Следующей стадией было предварительное следствие, производимое особым лицом — судебным следователем; судебный следователь являлся единоличной властью и был процессуально независимым. Судебный следователь мог начать следствие по сообщению полиции, должностных лиц и казённых учреждений, по жалобам частных лиц, по предписанию прокурора, по явке с повинной и по собственному усмотрению. Начало следствия по жалобе потерпевшего (в отличие от жалоб прочих лиц) было обязательным. Закон предусматривал очевидный набор следственных действий: допрос обвиняемых и свидетелей, личный осмотр, осмотр места происшествия, обыск, выемка, судебно-медицинское освидетельствование, получение заключения эксперта (сведущего лица). Было возможным и дознание через окольных людей, то есть массовый опрос соседей, сослуживцев и т. п. групп лиц. Результатом следствия была передача следственного производства прокурору, без всяких выводов со стороны следствия. Следователь не имел права самостоятельно прекратить следствие ни по какому поводу. Следователь имел право заключить подследственного под стражу, взять от него подписку о явке, взять от него залог, отдать его под наблюдение полиции, начальства или на поруки. Заключение под стражу допускалось только для обвиняемых в преступлениях, наказание за которые составляло более 16 месяцев тюремного заключения.
Следующая стадия процесса именовалась преданием суду. Прокурор рассматривал следственное дело, и готовил либо обвинительное заключение, либо представление суду о прекращении дела. Дела меньшей тяжести принимались к производству окружными судами непосредственно, а дела по более тяжким преступлениям поступали в судебные палаты, где проходили через особое слушание — предание суду. Вопрос о предании суду рассматривался коллегией судей по докладу одного из них и последующему докладу прокурора, без участия обвиняемого и его защиты, без вызова свидетелей и рассмотрения доказательств. После постановления о предании суду дело передавалось в окружной суд.
Кроме дел публичного обвинения, существовал ограниченный список преступлений, по которым допускалось частное обвинение (например, клевета). При частном обвинении не требовалось ни предварительного следствия, ни заключения прокурора, суд начинал действовать непосредственно по жалобе пострадавшего. Пострадавшие и третьи лица имели право участвовать в процессе в качестве самостоятельных гражданских истцов, заявляя к подсудимым свои требования независимо от обвинения. Лица, имевшие имущественные претензии к подсудимым, могли независимо от обвинения принимать участие в деле как гражданские истцы.
Рассмотрение дела окружным судом начиналось с распорядительного заседания. Обвиняемому предъявлялся обвинительный акт и список свидетелей обвинения, обвиняемый объявлял о выбранном им защитнике и вызываемых им свидетелях и экспертах, при этом обвиняемый имел абсолютное право на вызов любых лиц, допрошенных на предварительном следствии. Затем, там где дело слушалось с присяжными, происходило формирование коллегии присяжных.
Суд начинался с чтения обвинительного заключения, после чего судья спрашивал обвиняемого, признает ли он себя виновным. В случае положительного ответа суд имел право перейти к заключительным действиям без судебных прений, если против этого не выступили прокурор, присяжные или участвующие в деле лица. Если подсудимый не признавал обвинения, начиналось судебное следствие. Вначале допрашивались потерпевшие, затем свидетели со стороны обвинения, затем свидетели со стороны защиты. Потерпевшие, родственники потерпевших и подсудимого, наследники подсудимого свидетельствовали не под присягой. Свидетель вначале рассказывал все, что знает по делу, затем ему задавала вопросы вызвавшая его сторона, затем противная, затем суд и присяжные через председателя суда. При противоречиях допускалась очная ставка между свидетелями. Свидетелям можно было предъявлять вещественные и документальные доказательства. Поскольку при представлении доказательств защитой, а также при опросе свидетелей и экспертов, могли появиться сведения, не проверявшиеся при предварительном следствии, защита и обвинение имели право просить об отсрочках и вызове добавочных свидетелей и экспертов для опровержения этих утверждений. Таким образом, представление суду доказательств обвинением и защитой могло повторяться в несколько циклов. После завершения представления сторонами доказательств судебное следствие считалось законченным, и процесс переходил к заключительным действиям.
Заключительная часть процесса начиналась с прений. Вначале с обвинительной речью выступал прокурор; затем следовало выступление гражданского истца (если таковой имелся), которому не допускалось затрагивать в речи что-либо, не связанное с его требованием; последним выступал защитник. Стороны имели право в том же порядке еще раз выступить со вторыми речами. После окончания прений подсудимому предоставлялось последнее слово.
Затем судья составлял и объявлял присяжным вопросы. Вопросы были раздельными по каждому отдельному обвиняемому и пункту обвинения. Присяжные должны были установить, имело ли место событие преступления, виновен ли в нем подсудимый, имеются ли обстоятельства, смягчающие или отягчающие вину, просят ли они о снисхождении к подсудимому. После вручения присяжным вопросов судья обращался к ним с заключительным словом, представлявшим собой обширную речь. Судья был обязан объяснить присяжным их обязанности, разъяснить требования закона, в нарушении которого обвиняется подсудимый (но не предусмотренное наказание), объяснить требования закона к доказательствам в суде, еще раз кратко изложить дело и резюмировать аргументы, высказанные сторонами. Присяжные совещались в особой комнате без ограничения по времени, вердикт выносился простым большинством голосов, с открытым голосованием; при разделении голосов поровну вердикт выносился в пользу подсудимого.
Вердикт присяжных оглашался в суде. При оправдательном приговоре подсудимый освобождался немедленно. При обвинительном вердикте стороны получали право выступить с речами, посвященными определению наказания, в том же порядке, что и в прениях. Затем суд удалялся на совещание для постановления приговора, резолютивная часть которого объявлялась председательствующим либо немедленно, либо на следующий день; полный приговор затем объявлялся подсудимому в отдельном судебном заседании. Суд имел право сразу же после вынесения присяжными обвинительного вердикта отменить его и передать дело на повторное рассмотрение с новым составом присяжных, такие решения могли постановляться только всем составом суда единогласно и только однократно.
В случае суда без присяжных процедура вынесения приговора была проще: председательствующий составлял аналогичные вопросы для членов суда, суд в совещательной комнате голосовал по вопросам, также вынося решение большинством голосов. При равенстве голосов голос председательствующего решал дело.
В суде с присяжными участникам процесса запрещалось упоминать, к какому наказанию может быть приговорен подсудимый в случае признания его виновным. Эта предосторожность привела к неожиданному результату: юридически неграмотные (а частью вообще неграмотные) присяжные обычно представляли себе уголовный закон более суровым, чем он был на самом деле, и были склонны признавать подсудимых невиновными из милосердия, считая наказание слишком тяжелым для преступления. Суд не имел права присудить осужденного к наказанию ниже нижнего предела, установленного законом, но мог обратиться с ходатайством о том на Высочайшее имя (к императору).
Апелляция была правом всех сторон уголовного процесса, но допускалась лишь на приговоры, постановленные судом без присяжных и сословных представителей. На подачу апелляционной жалобы давалось 2 недели. Апелляционный процесс по процедуре не отличался от суда первой инстанции, но был короче: рассматривалось лишь то, на что именно была принесена жалоба, свидетели вызывались по усмотрению суда. Апелляционный суд, каковым являлась судебная палата, должен был либо подтвердить решение первой инстанции, либо постановить новое решение, самостоятельно разрешив все вопросы; отмена решения и возвращение его на новое рассмотрение не допускались.
Кассационные жалобы в Кассационный департамент Сената подавались осужденными, прокурорами и гражданскими истцами в уголовных делах на все приговоры, но могли касаться лишь формальных нарушений закона судом, не затрагивая существо дела. Кассационная инстанция могла только отменить приговор полностью и направить дело на повторное рассмотрение другим составом суда. В редчайших случаях (лицо, за убийство которого осужден жалобщик, оказалось живым и т. п.) кассационные жалобы могли приноситься и в связи с вновь открывшимися обстоятельствами дела.
Судебные слушания были открытыми, закрытый суд допускался только для дел о богохульстве и сексуальных преступлений, и только на время судебных прений.

## Гражданский процесс
Гражданский процесс начинался с подачи иска в суд и вызова судом ответчика. Явиться в суд следовало в месячный срок плюс один день на каждые 50-300 верст расстояния от места нахождения ответчика до суда (в зависимости от доступности транспорта). Явившись в суд, ответчик должен был указать свой (или своего поверенного) адрес в городе нахождения суда, и удаленность ответчика более не принималась во внимание. Исковое прошение, который истец должен был сопроводить всеми документами, на которых был основан иск, отправлялось судом ответчику, который был обязан дать в фиксированный срок письменный ответ на иск. Истец имел право дать на ответ возражение, а ответчик, в свою очередь, ответить на возражение опровержением. Достаточно длинная (8 недель) предварительная процедура гарантировала скорый суд — к началу устного судебного состязания стороны и суд были уже ознакомлены с аргументами сторон и основным комплексом письменных доказательств, дальнейшее введение доказательств в дело могло происходить только по разрешению суда. Истец не имел права увеличить свои требования сверх заявленных на стадии письменной подготовки.
Процедура судебных слушаний была простой. Вначале один из судей делал доклад, коротко излагая аргументы обеих сторон. После этого истец представлял суду свою позицию, разъясняя, на каких доказательствах основывается иск. Затем вызывались свидетели и эксперты со стороны истца, которые вначале допрашивались истцом, а затем ответчиком. После представления доказательств истцом наступало время для выступления ответчика, действовавшего точно в том же порядке. В случае противоречий в показаниях свидетелей суд мог произвести очную ставку между ними. Документальные доказательства были известны сторонам до начала слушаний, но устные показания представляли собой новые доказательства, поэтому каждая сторона имела право просить суд дать ей отсрочку для предоставления суду добавочных доказательств против показаний в суде. Таким образом, представление доказательств истцом и ответчиком могло последовательно повторяться до разъяснения дела. После окончания судебных прений председательствующий судья составлял вопросы для коллегии судей, судьи удалялись на совещание, голосовали в форме последовательных ответов на список вопросов, после чего выносилось решение. В суде объявлялась резолютивная часть решения, полное решение изготавливалось в двухнедельный срок.
На подачу апелляционной жалобы давалось 4 месяца. Апелляционный процесс по процедуре не отличался от суда первой инстанции, предварительная подготовка была короче — на апелляцию полагался только однократный отзыв, то, что не было затронуто жалобой, на этой стадии не рассматривалось. Апелляционный суд должен был либо подтвердить решение первой инстанции, либо постановить новое решение, самостоятельно разрешив все вопросы; отмена решения и возвращение его на новое рассмотрение не допускались.
Письменными доказательствами теоретически могли быть не только формальные акты, но и документы любого рода. Акты, составленные по установленным формам, имели преимущество перед показаниями свидетелей (если не оспаривались как подложные). Закон учитывал коммерческую практику, разделяя документы, подписанные одной и обеими сторонами. Например, запись об уплате кому-либо денег становилась доказательством лишь при расписке получателя. Доказательствами также признавались показания свидетелей и мнения сведущих лиц (экспертов). Специфической формой доказательства было дознание через окольных людей — выезд суда на место, связанное с иском, и непосредственный опрос судом массы свидетелей (соседей при земельных спорах, свидетелей при пожарах и т. п.). Также суд мог произвести и осмотр на месте, как с получением пояснения от экспертов, так и самостоятельно. По согласию сторон, дело могло решиться церковной присягой, присягнувший считался доказавшим свои утверждения; этот реликт средневекового судопроизводства в реальной судебной практике не применялся.
Обеспечительными мерами были наложения запрещения на недвижимость, арест движимого имущества и поручительство. Истцы, основывавшие своё требование на нотариально заверенных актах, имели абсолютное право на обеспечение иска ответчиком, во всех остальных случаях обеспечительные меры находились на усмотрении суда. Если возможность исполнения решения первой инстанции находилось под угрозой, выигравший процесс мог просить суд о предварительном исполнении до вступления решения в законную силу.
Судьи могли задавать всем участникам процесса вопросы и просить разъяснений по сообщенному ими в суде; в то же время судьи не могли требовать от сторон предоставления дополнительных доказательств. Судьи имели право прервать свидетеля, если он уклонялся от заданных вопросов, прервать слушания и вынести приговор, как только они усматривали, что дело полностью разъяснено (но при условии что стороны получили право на равное количество выступлений). Суды могли в процессе слушаний выносить любого рода частные определения (о привлечении свидетелей, об истребовании доказательств, о применении обеспечительных мер и т. п.).
Мировые соглашения допускались на любой стадии судебного разбирательства, утверждение их судом не требовалось. Если ответчик не являлся в суд в установленный срок, дело слушалось без него. В таком случае суд выносил заочное решение, на которое истец в течение месяца имел право подать отзыв. Если суд принимал отзыв, заочное решение отменялось и судебные слушания начинались снова.
После вынесения судом решения стороны, получившие право взыскания, получали также и право личного задержания должников, не исполнивших обязательства по приговору в установленный срок. Задержание, в зависимости от суммы долга, длилось от 3 месяцев до 5 лет; кредитор содержал должника, выплачивая тюрьме кормовые деньги. Если должник отсиживал весь срок, его обязательство считалось исполненным.

## Уголовный и гражданский процесс в мировом суде
Производство мирового суда было существенно упрощено и ускорено по сравнению с общими судами, с намерением максимально приблизить мировой суд к тяжущимся и сделать его доступным для малограмотных и бедных лиц. Мировые судьи не были обязаны строго соблюдать обряды судопроизводства, им следовало терпеливо выслушивать подсудимых, выступавших без адвокатов, и разъяснять им судебную процедуру. Важным моментом была возможность начала дела в суде по устной жалобе, сообщенной судье; эта норма открывала суд для неграмотных. Судьям предписывалось стараться решать дела в один день.
Уголовный процесс начинался либо по жалобе потерпевшего, либо по сообщению полиции или административных учреждений. Предварительное следствие по делам, подсудным мировым судьям, не производилось; прокуратура обвинение не поддерживала и обвинительных заключений суду не представляла. Предварительного представления доказательств подсудимым не требовалось, он мог предъявлять их суду непосредственно в ходе заседания. Судебное заседание начиналось с выступления жалобщика, а затем судья резюмировал для подсудимого обвинение. После этого суд заслушивал свидетелей обвинения, которые вначале сообщали, что им известно по делу, а затем опрашивались жалобщиком, подсудимым и судьей. Если в деле были какие-либо вещественные и документальные доказательства, жалобщик предъявлял их суду и подсудимому. После этого подсудимый представлял свои доказательства и свидетелей со своей стороны, которые также опрашивались им, жалобщиком и судом. Как и в общих судах, суд мог произвести действия на выезде: осмотр и дознание через окольных людей. Стороны не говорили заключительных речей, а подсудимому не предоставлялось последнее слово. После окончания представления доказательств и допроса свидетелей суд выносил приговор. Суд немедленно объявлял резолютивную часть решения, а в течение трех дней — полное решение. По обвинениям в преступлениях, наказуемых тюремным заключением, суд применял предварительный арест, во всех остальных случаях обвиняемые подвергались штрафу за неявку в суд.
Гражданский процесс начинался по жалобе истца, копию которой суд направлял ответчику. Отзыва ответчика на иск, в отличие от общих судов, не полагалось. В случае, если обе стороны явились суд вместе, судья мог начать разбирательство немедленно. Судебное разбирательство начиналось с речей истца и ответчика, которые могли последовательно повторяться до разъяснения дела. После этого стороны начинали представлять доказательства. Если у сторон были какие-либо вещественные и документальные доказательства, стороны предъявляли их суду и другой стороне прямо в заседании. Вначале предъявлял доказательства и приглашал свидетелей и экспертов истец, затем ответчик. Свидетели и эксперты опрашивались представившей их стороной, затем противной стороной, затем судом. По окончании представлении доказательств истец и ответчик выступали с заключительными речами. Суд немедленно объявлял резолютивную часть решения, а в течение трех дней — полное решение.
Решения мировых судей об аресте на срок не более 3 дней и штрафах не более 15 рублей, а также по искам на сумму не свыше 30 рублей были окончательными и не подлежали обжалованию. Все остальные решения можно было обжаловать в апелляционном порядке в мировой съезд, в двухнедельный срок. Съезд рассматривал апелляции точно в том же порядке, что и в общих судах: по существу, но только то, что было обжаловано. На решения мировых съездов можно было подавать кассационные жалобы в Сенат, рассмотрение их не отличалось от жалоб на решения судебных палат.
При неявке ответчика мировой судья имел право вынести заочное решение. Ответчик в течение двух недель после получения решения сохранял право на отмену решения и повторное рассмотрение дела в его присутствии.

## Исключения из юрисдикции новых судебных учреждений
Реформа не затронула специальных юрисдикций: военного и военно-морского судов (они были реформированы в 1875 году), церковного суда (рассматривавшего дела о разводах), коммерческих судов (рассматривавших дела по торговым оборотам в крупных городах); очень узкая реликтовая юрисдикция по делам о землеустройстве сохранилась у Межевого департамента Сената.
Самым крупным исключением из общей судебной системы были сословные крестьянские суды. После освобождения крестьян в каждой волости был учрежден выборный волостной суд, разбиравший мелкие иски и проступки. Суд действовал на основании местных обычаев, не следовал общему законодательству и к его процедуре не предъявлялось никаких требований. От судей не требовалась даже грамотность. Поскольку волостному суду были подсудны мелкие кражи, а его полномочия ограничивались 20-суточным арестом (по общему праву наказание составляло до полугода тюремного заключения), такой порядок ставил правонарушителей-крестьян в выгодное положение по сравнению с остальными сословиями. Дела инородцев разбирали низшие инородческие суды (имевшие разные наименования для разных народов), компетенция которых приблизительно совпадала с крестьянскими судами.
Вторым значительным исключением было отнесение рассмотрения ряда жалоб к полномочиям административной власти. Все действия и распоряжения правительства, государственных должностных лиц и учреждений, полиции, органов земского и городского самоуправления, не составляющие при этом уголовного преступления, принципиально не могли быть обжалованы в судах. Для их рассмотрения был учрежден ряд присутствий (межведомственных комиссий) на губернском уровне, а на общегосударственном уровне этими делами ведали Первый (административный) и Второй (крестьянский) департаменты Сената, также являвшиеся несудебными учреждениями. Обжалование законодательных и нормативных актов, равно судебное и внесудебное, было принципиально невозможным.
Ссылка и высылка в дальние города и деревни (не в Сибирь или на Кавказ), высылка из столиц, высылка иностранных граждан за границу осуществлялись как по судебному решению, так и по распоряжению правительства.

## Текст Судебных уставов 1864 года
- Судебные Уставы 20 ноября 1864 года с изложением рассуждений, на коих они основаны / В 5 выпусках.. — СПб.: Изд. Гос. канцелярии, 1866. Часть первая (Устав гражданского судопроизводства); Часть вторая (Устав уголовного судопроизводства); Часть третья (Учреждение судебных установлений); Часть четвертая (Устав о наказаниях, налагаемых мировыми судьями); Часть пятая (Изменение судопроизводства в старых судебных местах). Издание Судебных уставов, сопровожденное развернутыми пояснительными записками и подзаконными актами.

## Документы, составленные Государственной канцелярией при разработке судебной реформы
- Историческая записка, с изложением прежних соображений и предположений Соединенных департаментов законов и гражданских дел Государственного Совета и II отделения Собственной Е.И.В. канцелярии. — 1862.
- Соображения Государственной канцелярии: а) о судопроизводстве гражданском, б) о судопроизводстве уголовном, в) об особенных родах судопроизводства уголовного, г) о судоустройстве, д) о переходных мерах, с приложениями, е) о штатах, с двумя ведомостями. — 1862.
- Основные положения преобразования судебной части, составленные Государственной Канцелярией. — 1862.
- Сравнение действующих ныне законов с прежними предположениями Соединенных департаментов и II Отделения: а) по судопроизводству гражданскому, б) по судопроизводству уголовному, и) по судоустройству. — 1862.
- Сравнение предложений Государственной канцелярии с прежними предположениями Соединенных департаментов: а) по судопроизводству гражданскому, б) по судопроизводству уголовному, и) по судоустройству. — 1862.

## Литература

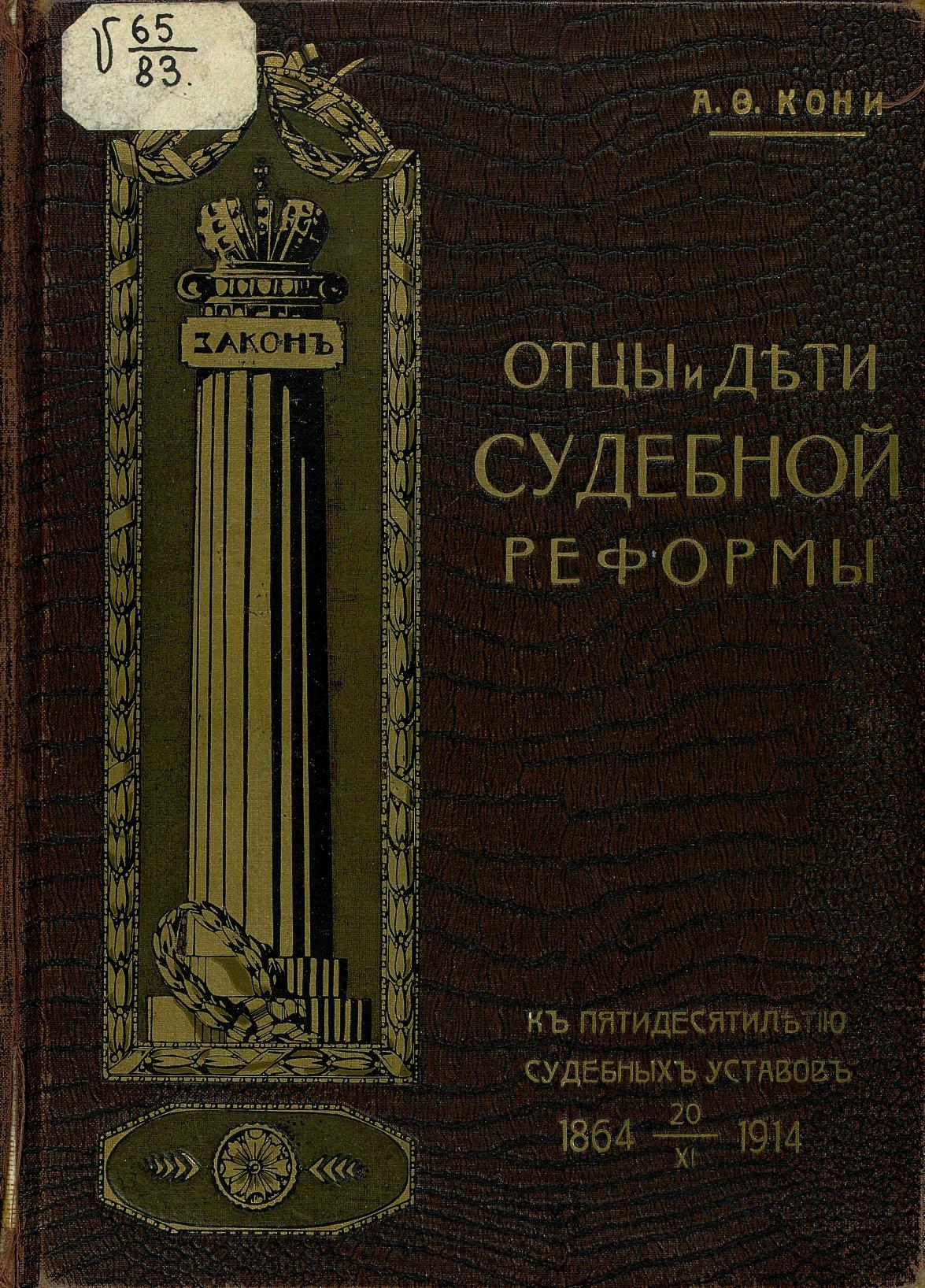
Обложка книги «Отцы и дети судебной реформы» А. Ф. Кони, издание 1914 года